# Торита ди Сиена
Торѝта ди Сиѐна (на италиански: Torrita di Siena) е градче и община в централна Италия, провинция Сиена, регион Тоскана. Разположено е на 325 m надморска височина. Населението на общината е 7522 души (към 2010 г.).